# Мареда
Мареда је насељено место у Републици Хрватској у Истарској жупанији. Административно је у саставу града Новиграда.

## Становништво
Према последњем попису становништва из 2001. године у насељу Мареда живела су 389 становника који су живели у 100 породична домаћинства.
Кретање броја становника по пописима 1857—2001.
| година пописа  | 1857. | 1869. | 1880. | 1890. | 1900. | 1910. | 1921. | 1931. | 1948. | 1953. | 1961. | 1971. | 1981. | 1991. | 2001. |
| бр. становника | 0     | 0     | 0     | 0     | 0     | 0     | 0     | 0     | 0     | 0     | 0     | 0     | 0     | 0     | 389   |

Напомена:У 2001. настало издвајањем из насеља Дајла те насеља Мурине, града Умага. До 1991. подаци су садржани у насељима Дајла и Мурине, града Умага.